# Dave Bronze
David Eric „Dave“ Bronze (* 2. April 1952 in Billericay, Essex) ist ein englischer Bassist.

## Werk
Bronze nahm mit international erfolgreichen Künstlern der Musikbranche eine Vielzahl an Erfolgsalben auf. So erscheint der Brite beispielsweise auf den Alben From the Cradle (1994) und Pilgrim (1998) des englischen Superstars Eric Clapton. Mit ihm bestritt Bronze ebenfalls eine dreijährige Welttour, die From the Cradle World Tour von 1993 bis 1996. Mit Clapton trat er ebenfalls beim Concert for George sowie während der 50th Anniversary World Tour und der 2014 Eric Clapton World Tour auf. Weiter arbeitete Bronze mit Künstlern wie Robin Trower, Dr. Feelgood, The Hamsters, Nik Kershaw, Belinda Carlisle, Barbara Dickson, Art of Noise, Bryn Haworth und Ray Davies.
| Personendaten    | Personendaten      |
| ---------------- | ------------------ |
| NAME             | Bronze, Dave       |
| ALTERNATIVNAMEN  | Bronze, David Eric |
| KURZBESCHREIBUNG | englischer Bassist |
| GEBURTSDATUM     | 2. April 1952      |
| GEBURTSORT       | Billericay, Essex  |